# Craugastor azueroensis
Espèce
Synonymes
- Eleutherodactylus azueroensis Savage, 1975

Statut de conservation UICN

 EN B1ab(iii) : En danger
Craugastor azueroensis est une espèce d'amphibiens de la famille des Craugastoridae.

## Répartition
Cette espèce est endémique de la province de Veraguas au Panama. Elle se rencontre entre 60 et 940 m d'altitude dans l'ouest de la péninsule d'Azuero.

## Étymologie
Son nom d'espèce, composé de azuero et du suffixe latin -ensis, « qui vit dans, qui habite », lui a été donné en référence au lieu de sa découverte.

## Publication originale
- Savage, 1975 : Systematics and distribution of the Mexican and Central American stream frogs related to Eleutherodactylus rugulosus. Copeia, vol. 1975, no 2, p. 254-306.